# Sycorax (måne)
Sycorax er en af planeten Uranus' måner: Den blev opdaget den 6. september 1997 af Philip D. Nicholson, Brett J. Gladman, Joseph A. Burns og John J. Kavelaars ved hjælp af det 200 tommer store Hale-teleskop — ved samme lejlighed opdagede de månen Caliban. Lige efter opdagelsen fik Sycorax den midlertidige betegnelse S/1997 U 1. Senere har den Internationale Astronomiske Union vedtaget at opkalde den efter Calibans mor i William Shakespeares skuespil The Tempest. Månen Sycorax kendes desuden også under betegnelsen Uranus XVII (XVII er romertallet for 17).
Sycorax har retrograd omløb omkring Uranus, dvs. den populært sagt "går den forkerte vej" rundt i sin bane. Månen består formodentlig af en blanding af klippemateriale og is, og dens usædvanlig røde farve tyder på at den er et objekt fra Kuiper-bæltet, som er blevet indfanget i et kredsløb omkring Uranus.